# ゼルデン
ゼルデン（ドイツ語: Sölden）は、オーストリア共和国チロル州イムスト郡のエッツタールの谷にある基礎自治体（ゲマインデ）。日本語ではセルデンと表記されることがある。

## 地理
州都・インスブルックから自動車で南へ1時間半のところに位置する。面積は466.9 km2 (180.3 sq mi)であり、オーストリア国内では最大の基礎自治体である。人口は2003年時点で3,449人であり、15,000人が宿泊可能である。年間200万泊に達し、オーストリアの観光地ではウィーン、ザルツブルクに次ぐ第3位である。ゼルデンはかつての小さな村としての魅力のいくらかは失われてしまったが、別の魅力が付加されつつある。
基礎自治体・ゼルデンの中心となる村落のゼルデンは、海抜1,368メートル (4,488 ft)に位置し、ホッホゼルデンはさらに高い海抜2,090 m (6,857 ft)にあり、5つの4つ星ホテルが立地する。最高標高はヴィルトシュピッツェ山の3,768 m (12,362 ft)であり、ヴィルトシュピッツェはグロースグロックナー山に次ぐオーストリアで2番目に高い山である。
ゼルデンを通るエッツターラー・グレチャーシュトラーセは、ヨーロッパで2番目に標高が高い舗装道路である。この道路はゼルデンからエッツタールアルプスにあるレッテンバッハ氷河やティーフェンバッハ氷河（Tiefenbachferner）に至る。 レッテンバッハ氷河では、夏季に氷河スキーをすることができる。

## スキーリゾート
ゼルデンはスキーリゾートとしても知られ、定期的にアルペンスキー・ワールドカップの開催地となり、10月後半にレッテンバッハ氷河で大回転が男女ともによく開催される。2011年10月に開催された2012年シーズンのワールドカップは、スタート地点の標高が3,040 m (9,974 ft)、フィニッシュ地点は2,670 m (8,760 ft)であった。
- 標高：1,350 m (4,429 ft) （ゼルデンの村落） - 3,250 m (10,663 ft)
- リフト：36基
- ゲレンデ：計146 km (91 mi)（62 km red, 51 km blue, 27 km black, 6 km Skiroute）

一番奥の氷河ゲレンデにスキーで行く当たって遭難対策の装備がない場合においては、連絡トンネルを滑走しなければならない。また5人以上の多人数乗りリフトの設置割合が周辺他のスキー場と比べて低いため、時間帯によってコース間を連絡するリフトが激しく混雑する。

## 文化
- 2018年7月13日、ガイスラッハコーゲル（ドイツ語版）山頂（標高3,050メートル）に建設された博物館〈007エレメンツ〉がオープンした[5][6]。

## 姉妹都市
日本の新潟県南魚沼市と姉妹都市提携を締結している。旧南魚沼郡塩沢町が1982年（昭和57年）4月24日に締結したものを継承したもので、1987年（昭和62年）8月にゼルデンが集中豪雨によって被害を受けた際に塩沢町民が132万円の寄付を贈ったことで、復興したゼルデンの橋に「塩沢橋」と命名された。